# Medicago karatschaica
Medicago karatschaica är en ärtväxtart som först beskrevs av Amos Arthur Heller, och fick sitt nu gällande namn av Amos Arthur Heller. Medicago karatschaica ingår i släktet luserner, och familjen ärtväxter. Inga underarter finns listade i Catalogue of Life.